# Vic Elford
Vic Elford (n. 10 iunie 1935, Londra, Anglia, Regatul Unit – d. 13 martie 2022, Plantation⁠(d), Florida, SUA) a fost un pilot englez de Formula 1 și de raliuri.